# チャールズ・デューク
チャールズ・デューク（Charles Moss Duke, Jr.、1935年10月3日 - ）は、アメリカ空軍の准将、アメリカ航空宇宙局の宇宙飛行士である。これまで月面を歩いた12人のうちで最も若い。

## 教育
デュークは、ノースカロライナ州シャーロットで生まれ、サウスカロライナ州ランカスターのランカスター高校に通った。1953年にはフロリダ州セントピーターズバーグのAdmiral Farragut Academyを卒業生総代として卒業した。イーグルスカウトにも参加していた。1957年に海軍兵学校で海軍科学の学士号を取り、1964年にマサチューセッツ工科大学で航空工学の修士号を取得した。

## 経験

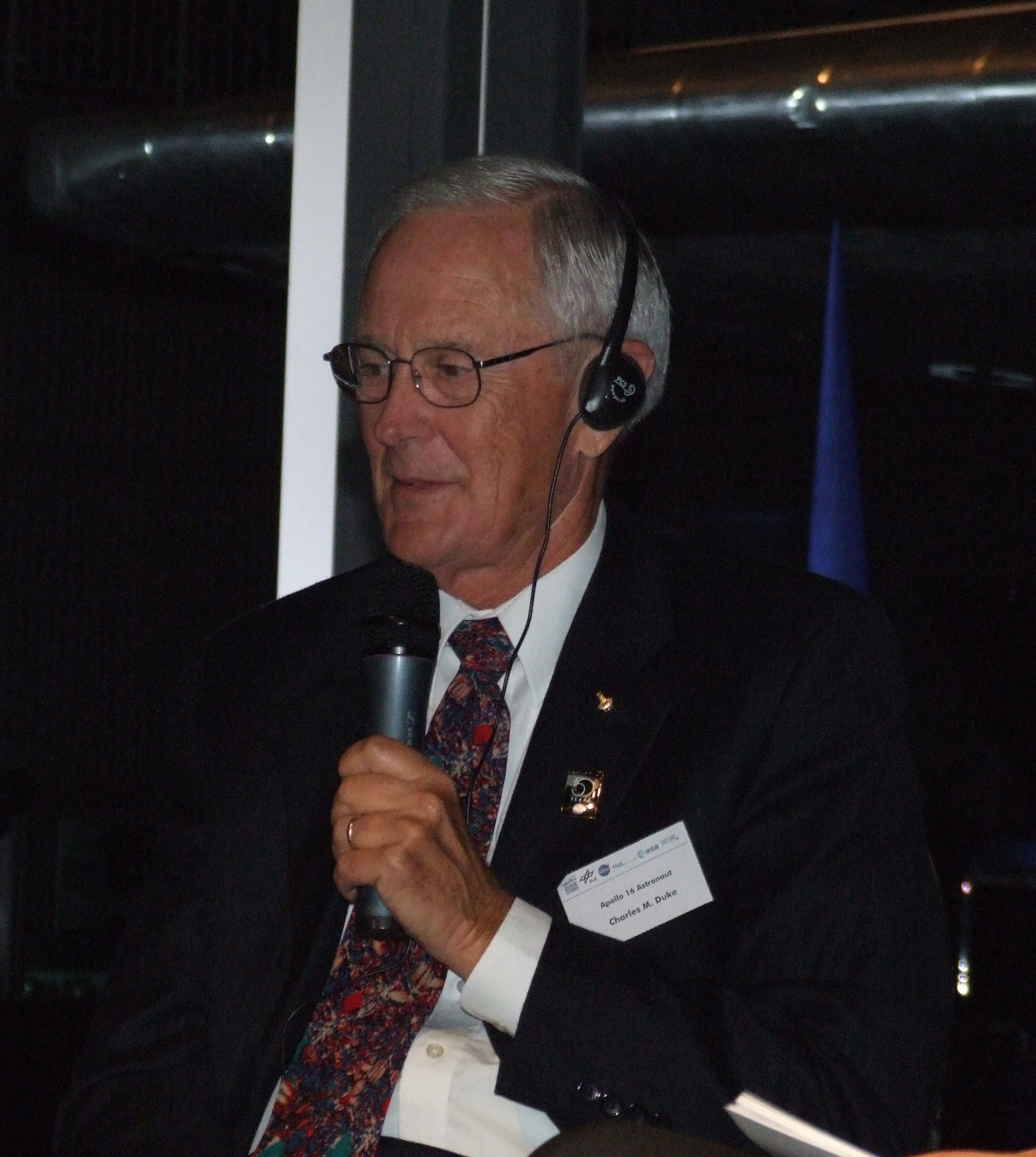
2008年10月2日、ドイツでの講演

デュークは1957年に海軍兵学校を卒業するとアメリカ空軍に入隊し、ジョージア州のスペンス空軍基地で訓練を受けた。その後、ウェブ空軍基地でも訓練を受け、1958年に修了した。その後、ムーディ空軍基地でF-86のさらに高度な訓練を受け、優秀な成績で修了した。この訓練の後、デュークはドイツのラムスタイン空軍基地で要撃機のパイロットとして3年間働いた。
彼は3632時間のジェット機を含む、4147時間の飛行を経験した。

## NASA

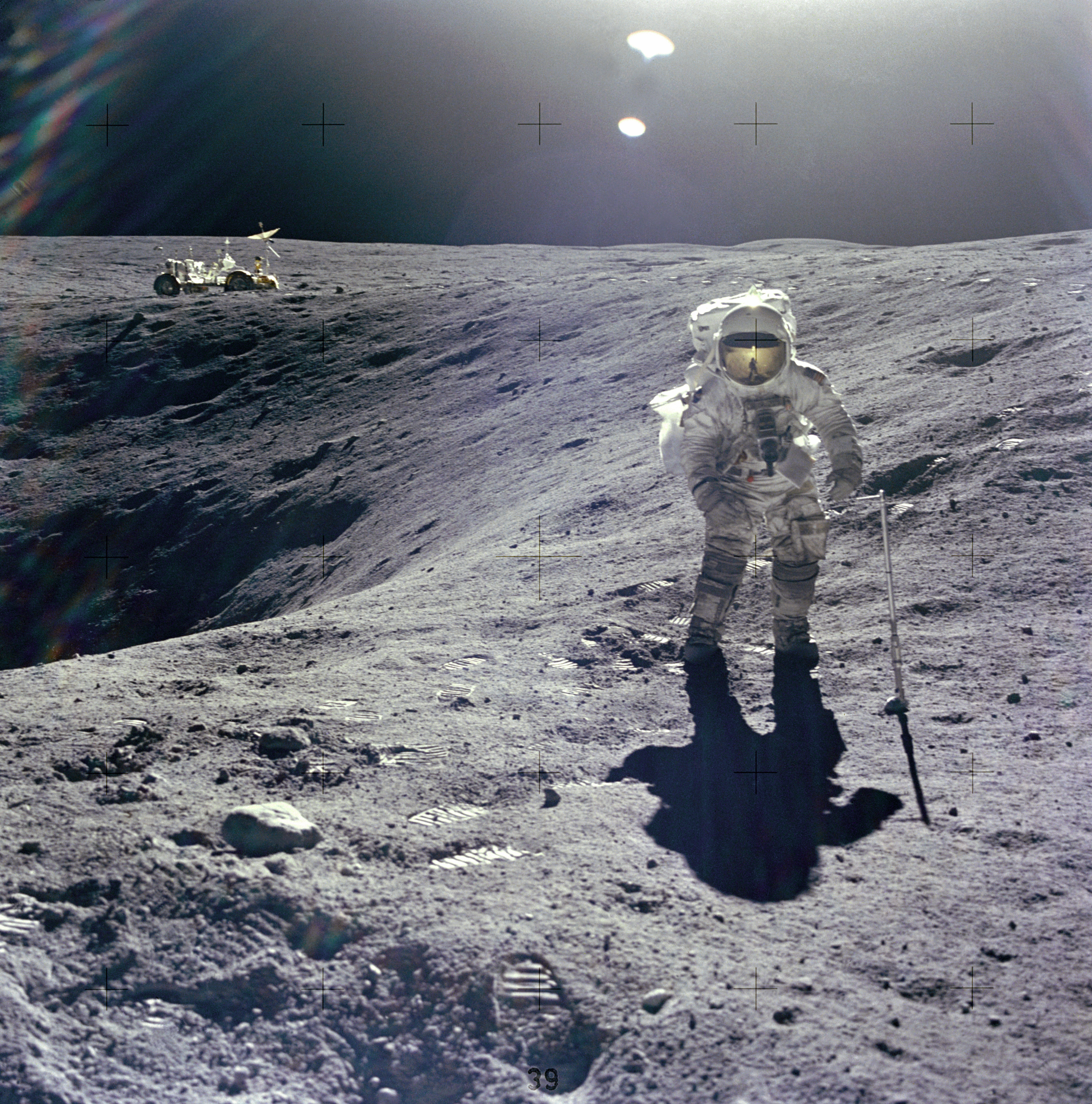
1972年4月の月面での船外活動

アメリカ空軍テストパイロット学校を1965年9月に卒業した後、デュークはF-101、F-104、T-33の指導教官として留まった。1966年4月、彼はNASAの5度目の宇宙飛行士候補19人の中に選ばれた。
1969年、デュークはアポロ10号の支援乗員に選ばれた。初めて月を訪れたアポロ11号では交信担当官を務め、彼の目立つ南部アメリカ英語が世界中に放送された。
アポロ13号では、デュークは月着陸船パイロットの交代要員を務める予定だったが、ミッションの直前に友人の子供から風疹を移されてしまい、不注意で乗組員にも移してしまった。ケン・マッティングリーだけが免疫を持っていなかったため、ジャック・スワイガートが代わりを務めた。マッティングリーは後に、デュークの初飛行となるアポロ16号で司令船操縦士を務めた。
デュークは、1972年にアポロ16号の月着陸船パイロットとなった。この飛行で、彼とジョン・ヤングは3回の船外活動を行い、デュークは月面を歩いた10人目の人物となった。デュークは、アポロ17号でも月着陸船の予備乗員を務めた。
彼は21時間28分の船外活動を含む、計265時間宇宙に滞在した。

## 私生活

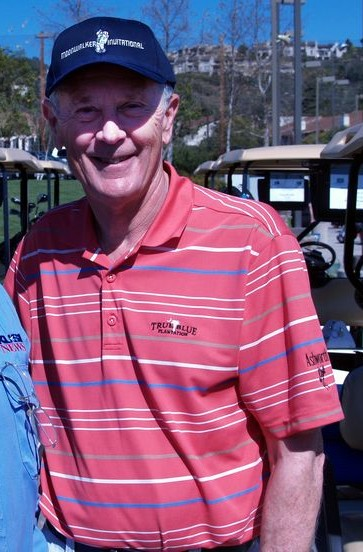
2009年2月

デュークは既婚で、2人の子供と9人の孫がいる。妻とともにテキサス州のニューブローンフェルズに住んでいる。趣味は狩り、釣り、読書、ゴルフである。デュークはアポロ16号の飛行の後にキリスト教徒になり、刑務所内の教会で活発に活動している。

## 作品
1998年のテレビ映画『フロム・ジ・アース/人類、月に立つ』では、J・ダウニングが演じている。
また、2007年の映画『ザ・ムーン』に描かれた宇宙飛行士の1人でもあり、最後の場面で、アポロ計画陰謀論に対して、「俺達は9回も月に行っているんだ。もし嘘なら、なんで同じ嘘を9回もつく必要がある？」と語っている。

## 受賞など
1973年にサウスカロライナ大学から哲学の名誉博士号、1990年にフランシス・マリオン大学から人文科学の名誉博士号を授与されている。その他にも多くの賞を受賞している。